# Arabis vochinensis
Arabis vochinensis är en korsblommig växtart som beskrevs av Spreng.. Arabis vochinensis ingår i släktet travar, och familjen korsblommiga växter. Inga underarter finns listade i Catalogue of Life.

## Bildgalleri

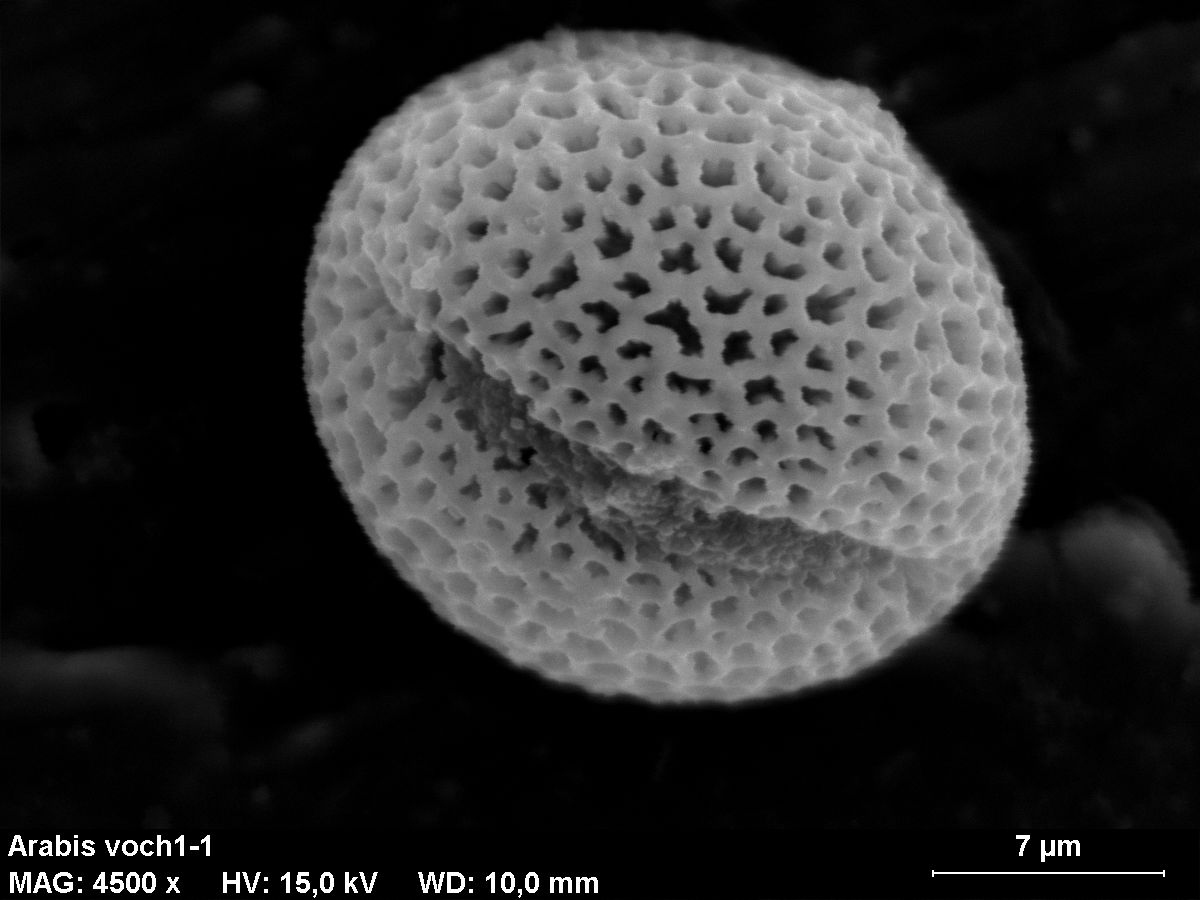
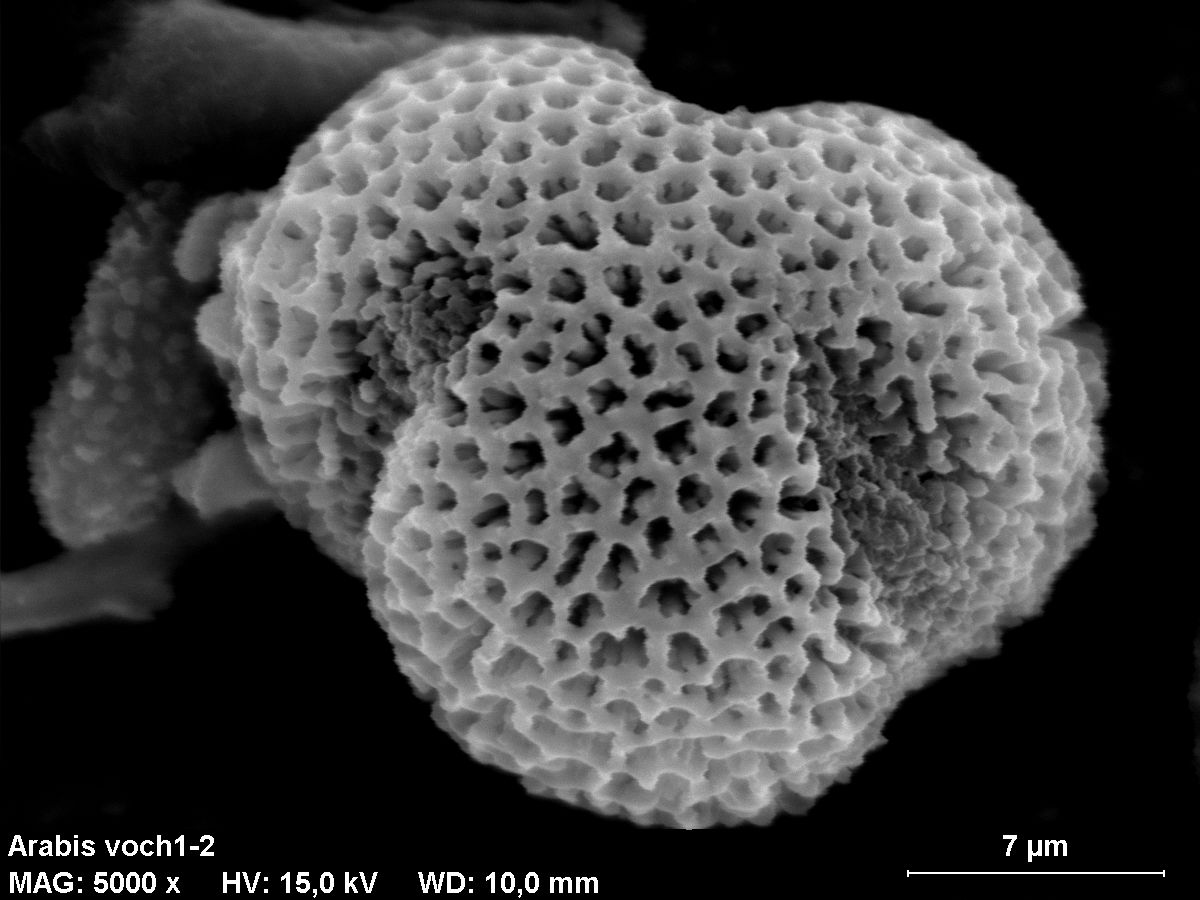
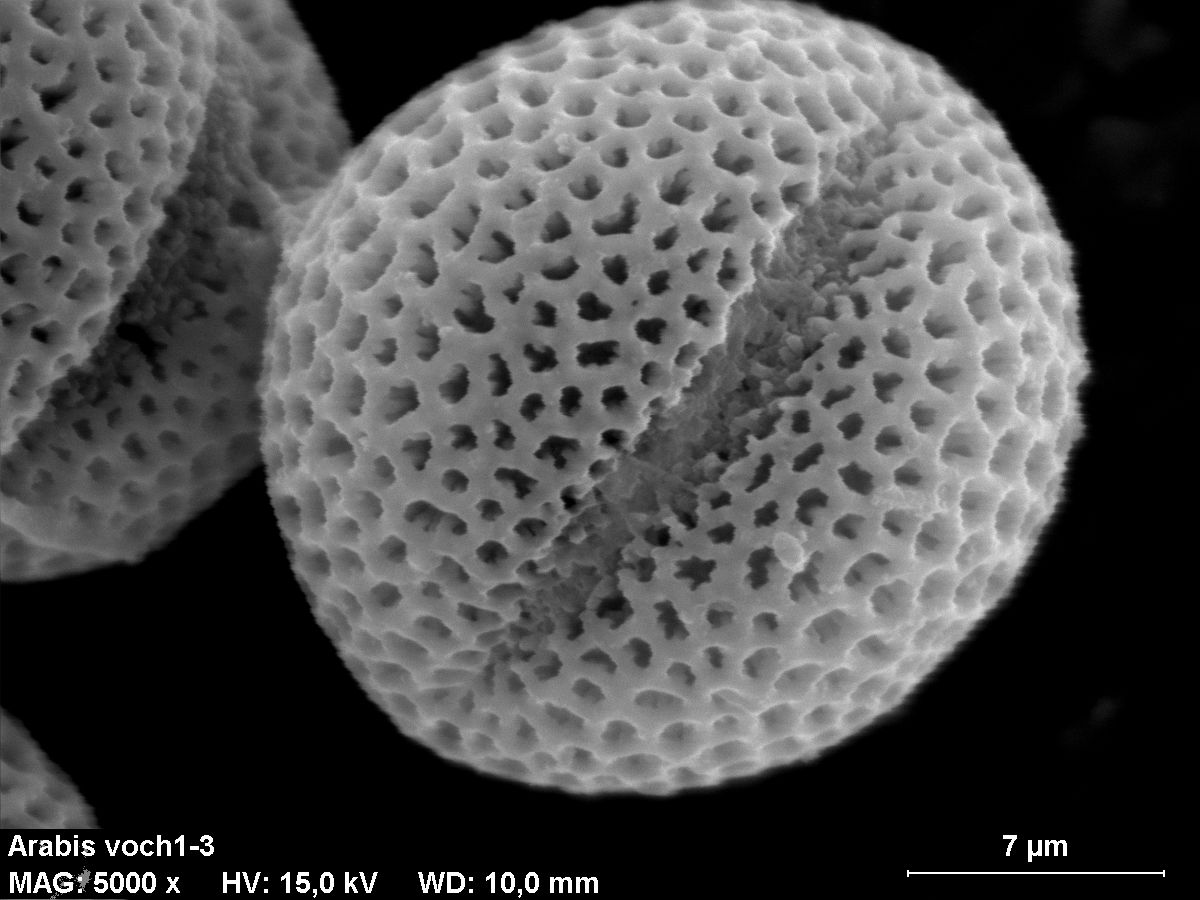
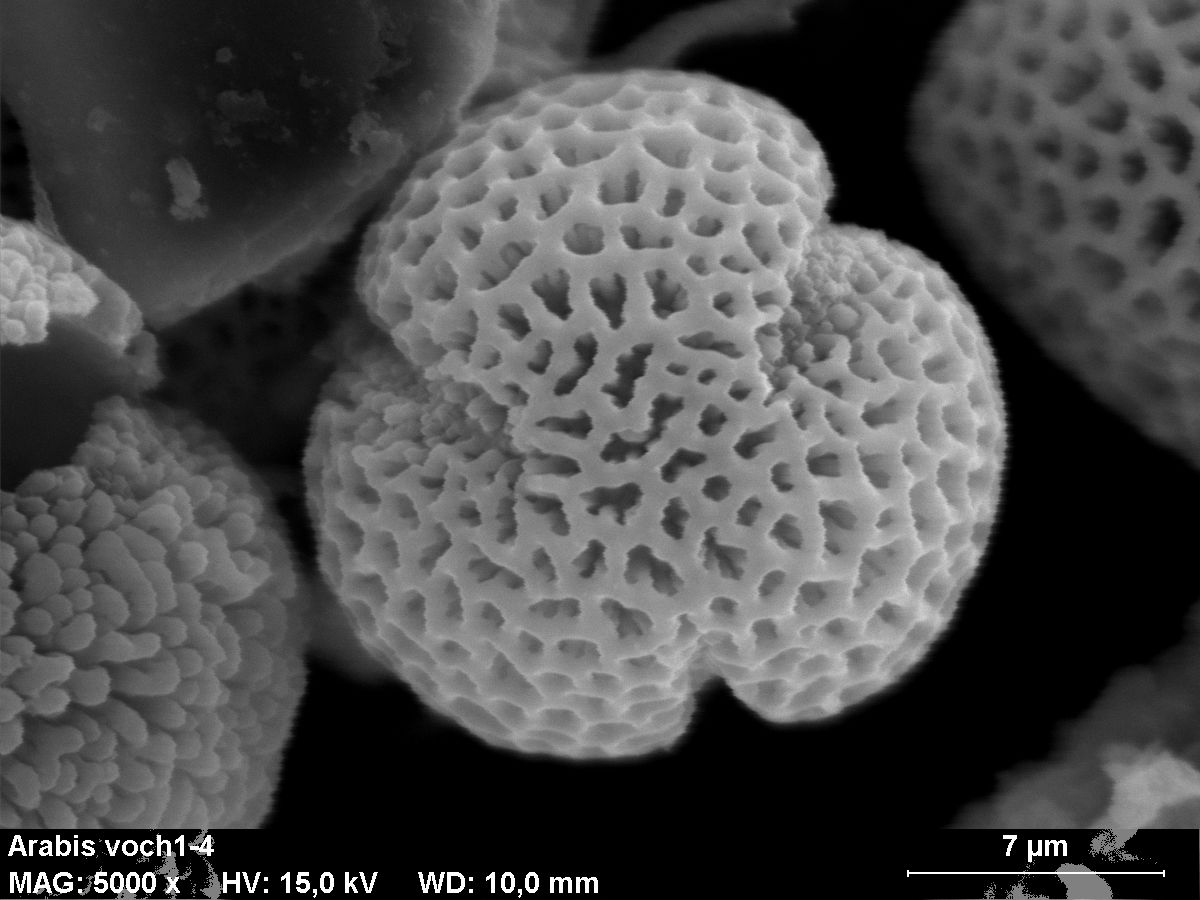
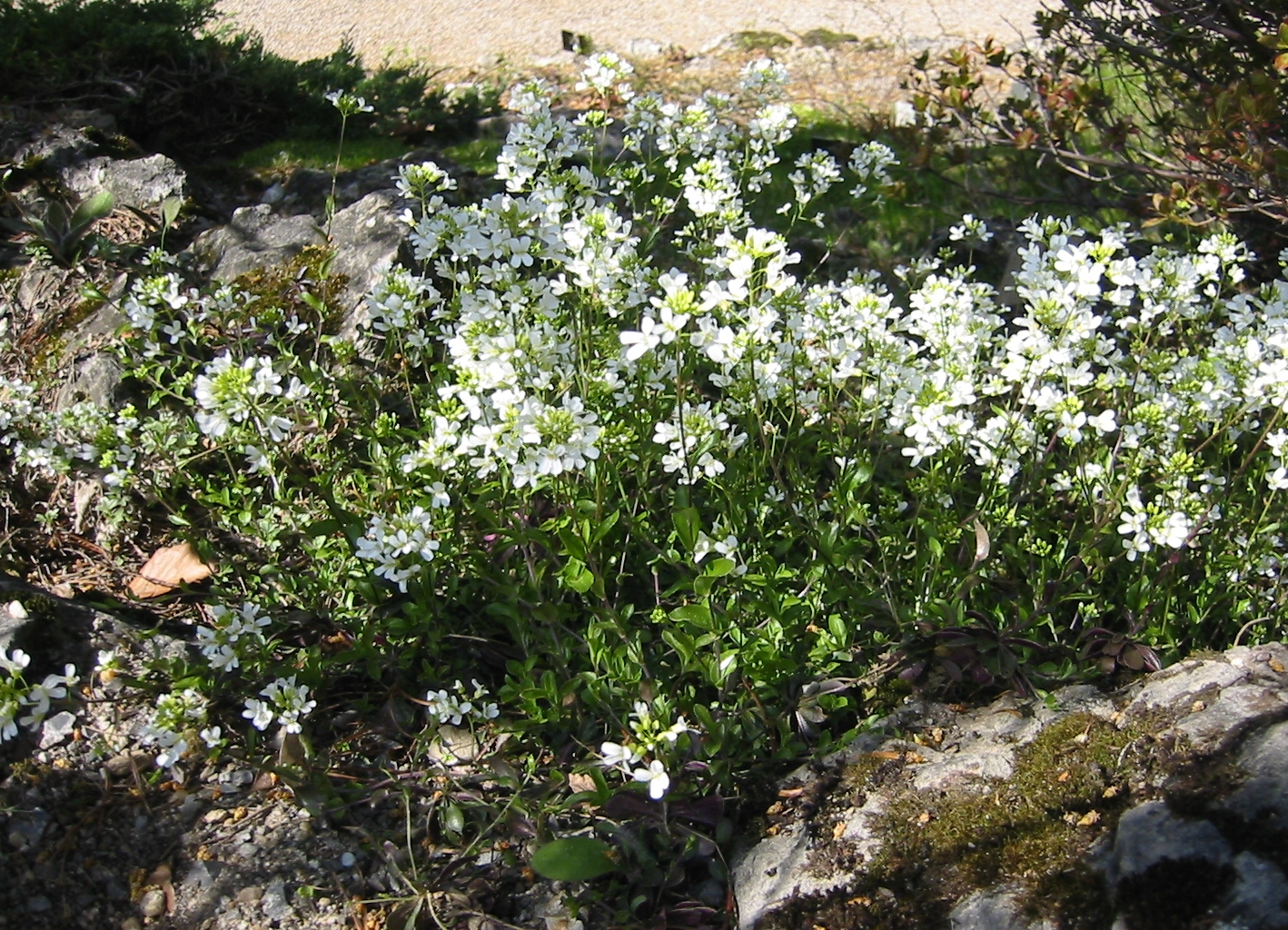
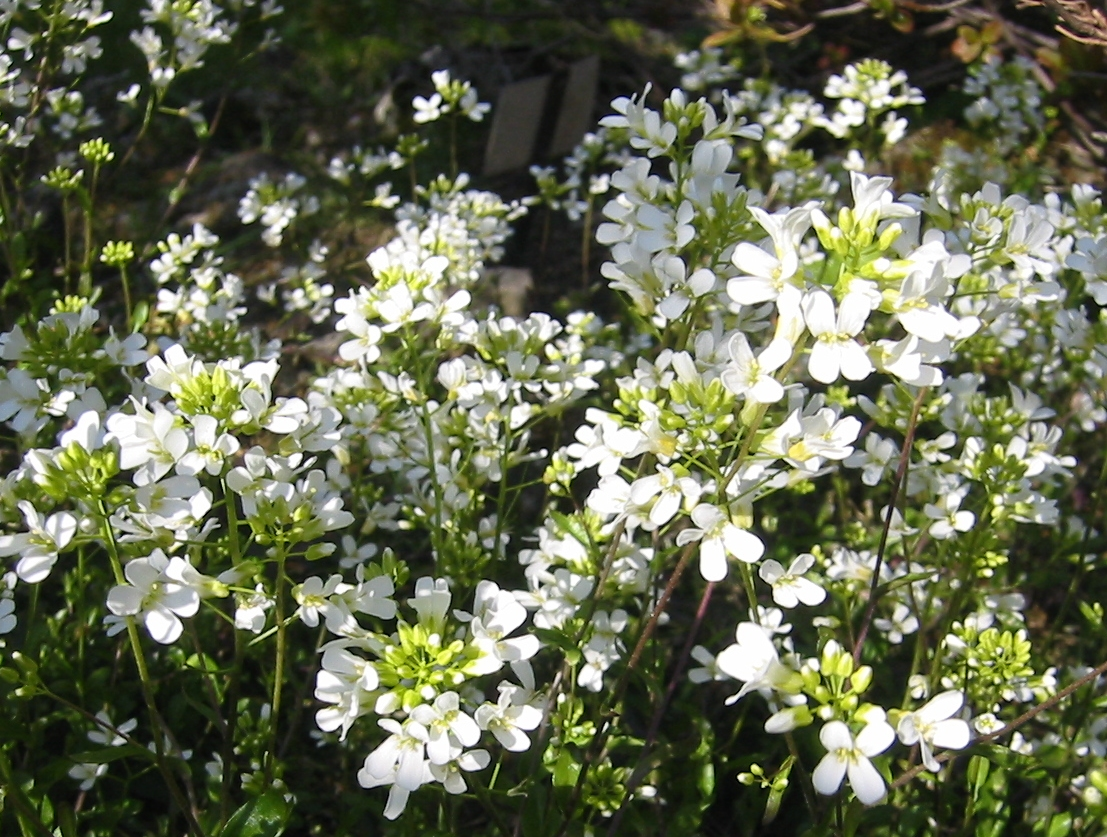